# Кастело ди Кампеђи (Болоња)
Кастело ди Кампеђи (итал. Castello di Campeggi) је насеље у Италији у округу Болоња, региону Емилија-Ромања.
Према процени из 2011. у насељу је живело 255 становника. Насеље се налази на надморској висини од 23 м.